# Batán Grande
O sítio arqueológico monumental Batán Grande (também chamado de  Sican) está localizado a 41 km ao norte de Chiclayo, no Departamento de Lambayeque na Costa norte do Peru. É o mais importante complexo arquitetônico da Cultura lambayeque e data dos séculos VIII a XII de nossa era. É composto por 20 pirâmides truncadas que atingem alturas superiores a 30 metros e que são complementadas por grandes plataformas. Destacam-se as Huacas Del Oro, La Ventana, La Merced, Botija, Rodillona, todas construídas de Adobe e que continham túmulos com objetos de metal e cerâmicas de ótimo acabamento artístico. Na Huaca del Oro o arqueólogo nipo-americano Izumi Shimada encontrou a sepultura de um alto dignitário lambayeque  que denominou Senhor de Sican (entre 1991 e 1992). 
Batan Grande deve ter sido um grande centro de produção de metalurgia e ourivesaria, talvez o mais importante no Antigo Peru; exemplos esplêndidos desta arte são as facas cerimoniais (Tumi) e as máscaras funerárias.  Na decoração destes objetos é a representação recorrente de uma divindade antropomórfica com características de aves, que alguns estudiosos identificam com Naylamp personagem mencionado nas crônicas espanholas como fundador de Lambayeque. 
Foi declarado Patrimônio Cultural da Nação pela Resolução Nacional Diretora N ° 057 emitida pelo Instituto Nacional de Cultura (atual Ministério da Cultura do Peru), 16 janeiro de 2009. 

## Etimologia
O nome refere-se ao grande número de pedras planas e redondas (batanes) encontradas na área, instrumentos que foram usados nos tempos pré-hispânicos para moer minerais.  Mas sabe-se que a área era antigamente conhecida como Sicán, Signán ou Shinán, no idioma antigo muchik (cujo significado é morada da lua). 

## Estudos
Batán Grande foi um local intensamente depredado pelos huaqueros (saqueadores) desde os tempos coloniais, pois seus túmulos reais mantinham tentadores utensílios de ouro e prata. Várias dessas peças serviram para aumentar as coleções públicas e privadas em todo o mundo. Um número maior, infelizmente, foi derretida para ser vendida ao peso.

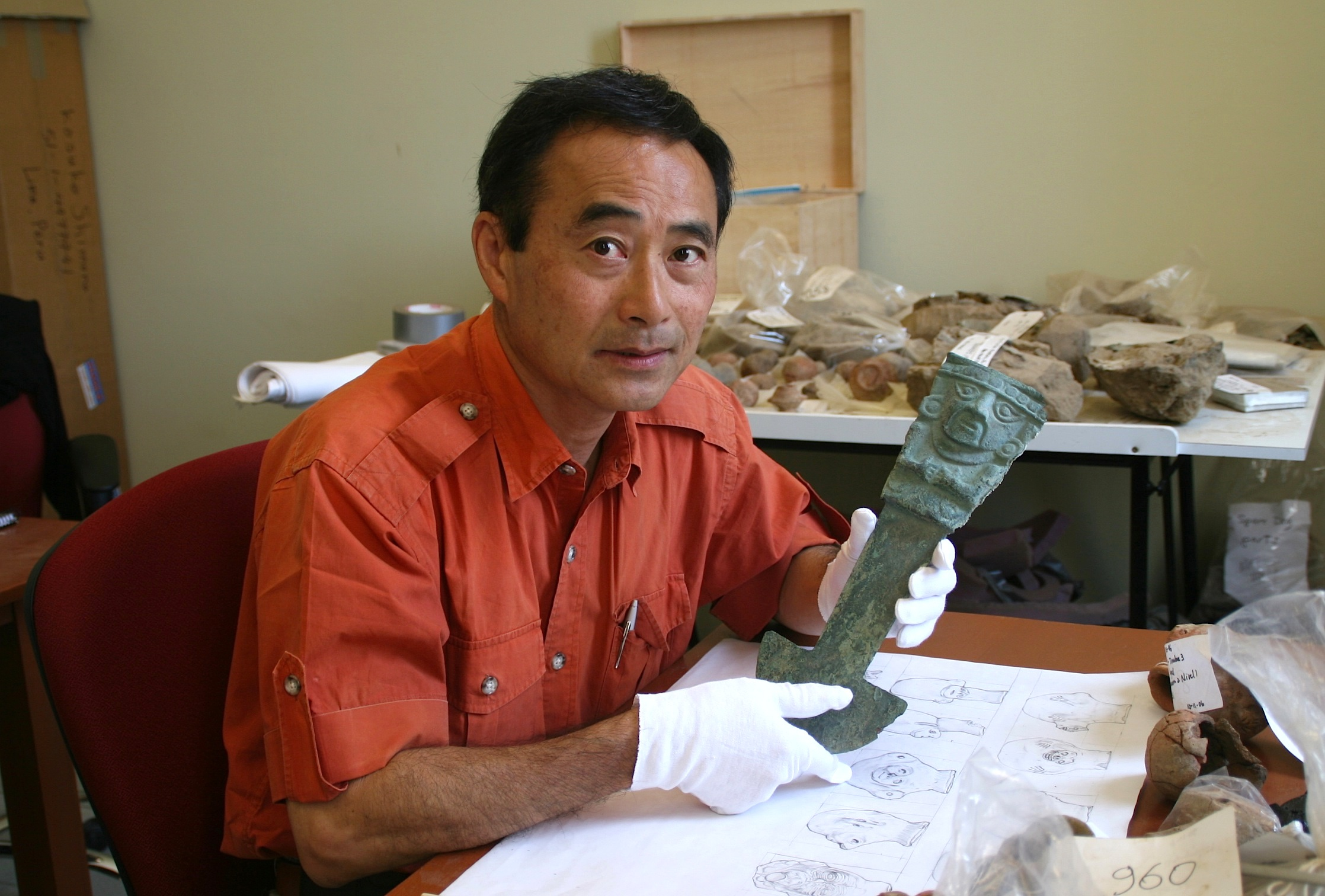
Professor Izumi Shimada, descobridor de Batan Grande.

Até a década de 1960, o trabalho arqueológico não podia ser realizado na área porque a terra pertencia a um latifundiário; no entanto, após a reforma agrária de 1969, o panorama mudou.
Em 1978, foi iniciado o Proyecto Arqueológico Sicán na área, liderado pelo arqueólogo nipo-americano Izumi Shimada, que fez valiosas descobertas. Este projeto é considerado o mais extenso em duração entre os que foram realizados no Peru. 
Em 1979, 1982 e 1983 Shimada escavado do monte localizado no centro do assentamento de Batán Grande, a pesquisa forneceu dados fundamentais sobre a cronologia da cultura Lambayeque e sua antiga tecnologia metalúrgica. Em vista da importância de Batán Grande, Shimada propôs renomear a cultura Lambayeque com o nome de Sicán, o nome original da área. 
Entre 1991 e 1992, Shimada desenterrou na Huaca del Oro o túmulo de um alto dignitário lambayeque, que recebeu um impressionante lote de peças de ourivesaria. Em comparação com o Senhor de Sipán moche (descoberto em 1987), Shimada batizou o personagem com o nome de Senhor de Sican. Além disso descobriu no tumulo pinturas murais representando um arco-íris encimado por cabeças felinas. Como resultado do projeto, foi erguido em Ferreñafe o Museo Nacional Sicán, que abriga peças da cultura Lambayeque. 

## Descrição
Em Batán Grande as pirâmides truncadas teriam funcionado como templos, casas, cemitérios e oficinas de artesanato. Os quartos são feitos de adobes retangulares. Ao redor deles, há necrópoles com tumbas subterrâneas, de adobe cobertas de lama. Muitas dessas tumbas foram saqueadas e das quais foram extraídas uma quantidade notável de objetos de ouro, como as famosas facas cerimoniais (tumis), bem como vasos de ouro incrustados com turquesas.
As pirâmides ou huacas levam os nomes como: Botijas, Colorada, Horno de los Ingenieros, Huaca del Oro, La Merced, La Cruz, El Santillo, Las Abejas, La Ventana, Rodillona, La Facho, Cholope, Arena, Corte, Sontío, etc.

### As pirâmides
Entre todas essas pirâmides destacam-se a Huaca del Oro (local onde se encontra o rico túmulo do Senhor do Sican) e a Huaca La Ventana (onde se encontraram belos objetos de ouro como a famosa tumi de ouro ou faca cerimonial, representante da cultura lambayeque).

#### Huaca del Oro. O túmulo do Senhor do Sicán
A Huaca del Oro mede aproximadamente 80 metros de lado em sua base e atinge mais de 35 metros de altura. Foi escavada pelo arqueólogo Izumi Shimada entre outubro de 1991 e março de 1992.
A escavação da tumba leste, permitiu trazer à luz os restos de um grande personagem, enterrado a 12 m de profundidade. Era um homem entre 40 e 45 anos de idade, que estava acompanhado por duas moças (cerca de 20 anos de idade) e duas crianças. O corpo estava coberto de cinábrio (sulfeto de mercúrio) e fora colocado numa posição estranha: sentado, mas em posição invertida, isto é, com as pernas para cima e a cabeça para baixo. Ele estava vestido com uma máscara de ouro, protetores de orelhas e brincos compridos, e entre as oferendas ali depositadas haviam belos exemplares de cerâmica e abundantes objetos de ouro e pedras preciosas. Cerca de 20 mil objetos de cobre arsenical também foram encontrados (liga de cobre com 2% a 6% de arsênico), com uma forma de cartão curiosa, cuja finalidade é desconhecida (talvez eles fossem usados como moeda).
A tumba oeste, escavada em 1995, haviam 23 cadáveres de mulheres jovens sacrificadas, além do personagem principal, que estava enterrado sentado e olhando para o oeste. Ele usava máscara e luvas de ouro, e na sua mão direita foi colocada uma taça também de ouro. Esse personagem teria sido neto ou sobrinho do Senhor do Sicán.

#### Huaca La Ventana
La Ventana foi uma huaca constantemente saqueada entre 1920 e 1969; nela foi encontrada o famoso Cuchillo de Íllimo ou Tumi de Oro, símbolo da cultura Lambayeque, mas que por muito tempo foi erroneamente atribuída à cultura chimu. Resgatado graças aos esforços de Julio C. Tello (1937), o tumi permaneceu vários anos no Museu Nacional de Arqueologia, Antropologia e História, até que em 1988 foi roubado e derretido para ser vendido, juntos com outros objetos semelhantes. 
Apesar dos saques nesta huaca ainda podemos encontrar pinturas murais com desenhos alusivos ao mar e que foram reproduzidas em um dos ambientes do Museo Nacional de Sican.

## Importância

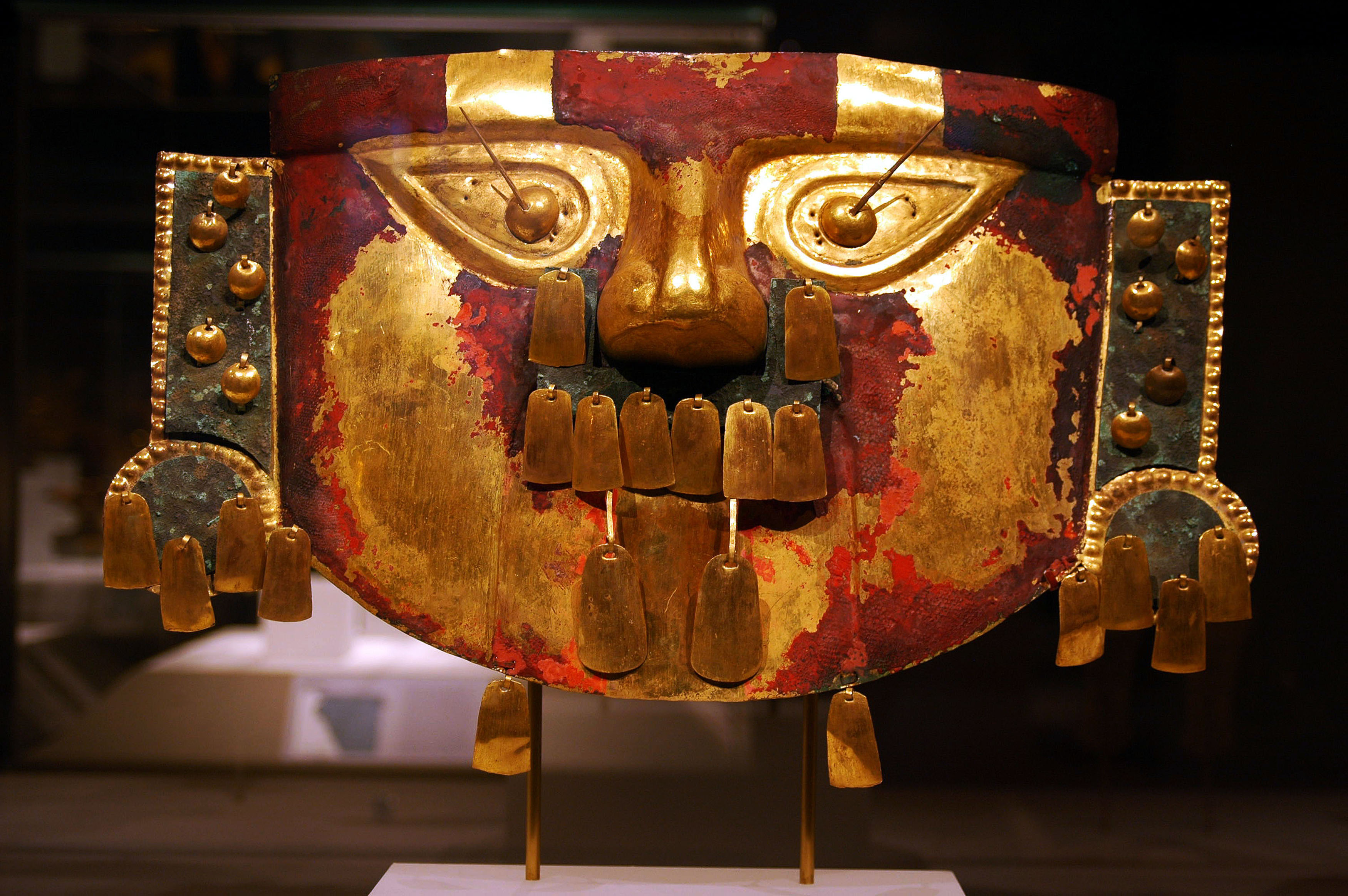
Máscara funerária da cultura lambayeque, proveniente de Batán Grande

Batán Grande foi o centro religioso, administrativo e econômico da cultura Lambayeque, no período chamado Sicán Medio (aproximadamente 900 a 1100 d.C.). Era deste assentamento que sua elite controlava a produção de objetos metálicos e coordenava a troca de objetos de alto prestígio obtidos em vários pontos do continente sul-americano. Além disso, era o local de enterro dos membros da elite. Não era uma cidade no sentido ocidental do termo, porque poucas pessoas viviam lá. Os artesãos e camponeses teriam residido em lugares próximos. 
Batán Grande foi possivelmente o maior centro produtivo de ourivesaria no Antigo Peru. Tanto é assim, que se estima que quase 90% dos objetos de ouro do Peru pré-hispânico que atualmente abrigam coleções públicas e privadas provêm da área de Lambayeque e, em especial, de Batán Grande. O que distingue a arte de Lambayeque é a presença recorrente de uma divindade alada, identificada com o lendário Naylamp, mencionado nas crônicas do espanhol Miguel Cabello de Balboa (1586).
Pelas evidências arqueológicas, sabe-se que entre 1050 e 1100 d.C. Batán Grande foi incendiada, mas apenas seus principais edifícios. Aparentemente, isso aconteceu depois de um longo período de seca de 30 anos, o que enfraqueceu o poder dos senhores ou reis-sacerdotes, o poder era baseado principalmente na sua capacidade de garantir a produção agrícola. Quando esse poder falhou, as pessoas se rebelaram contra a elite, destruindo os templos e palácios e emigrando para outros lugares. Uma nova capital então surge em Tucume. 